# Aeródromo Castellón

i8
i11
i13
Der Aeródromo Castellón (auch Aeródromo del Pinar, ICAO-Code: LECN) ist ein Flugplatz im Gemeindegebiet der Stadt Castellón de la Plana in der Autonomen Region Valencia in Spanien. Er ist nicht zu verwechseln mit dem nahe gelegenen größeren Flughafen Castellón-Costa Azahar (IATA-Code: CDT).
Der Flugplatz liegt etwa 60 Kilometer nördlich von Valencia und 160 Kilometer südlich von Tarragona direkt an der Mittelmeerküste. Der in den 1920er Jahren angelegte Flugplatz wurde seit 1935 als Militärflugplatz genutzt und 1959 vom Aero Club Castellón als Betreiber übernommen. Eigentümer ist die Stadt Castellón. Der Heliport wird von der Küstenwache für den Einsatz von Rettungshubschraubern genutzt. Neben Hangars, Tower und Tankstelle befindet sich ein Restaurant am Flugplatz.
Auf der Gesamtfläche des Flugplatzes von rund 454.000 m² befinden sich auch eine Wurfscheiben-Schießanlage und die Einrichtungen einer Fallschirmspringer-Schule. Am nördlichen Ende des Flugplatzgeländes ist ein Stützpunkt der Feuerlöschflugzeug-Staffel mit Maschinen vom Type Air Tractor AT-802, die mit Schwimmern oder einem konventionellen Fahrwerk ausgerüstet sind.